# فردریک چیلوبا
فردریک جیکوب تیتوس چیلوبا (انگلیسی: Frederick Jacob Titus Chiluba؛ ‏ ۳۰ آوریل ۱۹۴۳ – ۱۸ ژوئن ۲۰۱۱) یک سیاست‌مدار اهل زامبیا بود که بین سال‌های ۱۹۹۱ تا ۲۰۰۲ میلادی ۲مین رئیس‌جمهور این کشور بود.